# Benedek János (labdarúgó)
Benedek János, Jim Benedek (Budapest, 1941. június 9. – Dallas, 2009. március 30.) amerikai válogatott labdarúgó, csatár, hátvéd, majd edző.

## Pályafutása

### Klubcsapatban
1961-ben az NSZK-ban vendégszerepelő amerikai Chicago Schwaben csapatában játszott. Ezt követően az amerikai hadsereg tagja volt. Benedek 1963-ban érkezett az Egyesült Államokba. A New York állambeli Ithaca College-ban folytatott egyetemi tanulmányokat és szerepelt az egyetemi labdarúgócsapatban.
Az egyetem befejezése után, 1968-ban a Houston Stars csapatában játszott, ahol több magyar játékossal szerepelt a csapatban és edzője Henni Géza volt. A csapat az idény után megszűnt, ezért Benedek a Kansas City Spurs együtteséhez szerződött, ahol tagja volt az 1969-es bajnokcsapatnak. 1970 és 1973 között a Dallas Tornado együttesében játszott, ahol 1971-ben nyert bajnokságot a csapattal.

### A válogatottban
1968-ban öt alkalommal szerepelt az amerikai válogatottban.

### Edzőként
Játékos pályafutása befejezése után egyetemi labdarúgóedző lett. 1974 és 1984 között a Southern Methodist University csapatának az edzője volt. Az 1990-es években a magyar labdarúgó-válogatott szakmai stábjában dolgozott segédedzőként.
1999-ben a Texas Toros és a North Texas Heat, 2001-ben a West Dallas Kings edzőjeként dolgozott. 1999 és 2008 között a texasi Irving városában található North Lake College női labdarúgócsapatát irányította.

## Sikerei, díjai
- NASL (North-American Soccer League)
  - bajnok: 1969, 1971

## Statisztika

### Mérkőzései az amerikai válogatottban
| Egyesült Államok | Egyesült Államok     | Egyesült Államok | Egyesült Államok | Egyesült Államok | Egyesült Államok | Egyesült Államok | Egyesült Államok | Egyesült Államok |
| #                | Dátum                | Helyszín         | Hazai            | Eredmény         | Vendég           | Kiírás           | Gólok            | Esemény          |
| ---------------- | -------------------- | ---------------- | ---------------- | ---------------- | ---------------- | ---------------- | ---------------- | ---------------- |
| 1.               | 1968. szeptember 15. | New York         | Egyesült Államok | 3 – 3            | Izrael           | barátságos       | -                | becserélve       |
| 2.               | 1968. október 21.    | Port-au-Prince   | Haiti            | 5 – 2            | Egyesült Államok | barátságos       | -                |                  |
| 3.               | 1968. október 23.    | Port-au-Prince   | Haiti            | 1 – 0            | Egyesült Államok | barátságos       | -                |                  |
| 4.               | 1968. november 2.    | Kansas City      | Egyesült Államok | 6 – 2            | Bermuda          | vb-selejtező     | -                | becserélve       |
| 5.               | 1968. november 10.   | Hamilton         | Bermuda          | 0 – 2            | Egyesült Államok | vb-selejtező     | -                |                  |
|                  | Összesen             |                  |                  | 5                | mérkőzés         |                  | 0                | gól              |